# Yong-pal
Yong-pal (hangul: 용팔이; rr: Yongpal-ie) é uma telenovela sul-coreana que foi exibida pela SBS entre 5 de agosto e 1 de outubro de 2015. Foi protagonizada por Joo Won, Kim Tae-hee, Chae Jung-an e Jo Hyun-jae.

## Sinopse
Kim Tae-hyun é um cirurgião talentoso. Desesperado por dinheiro para pagar as contas médicas de sua irmã, ele adota o apelido de Yong-pal e oferece suas habilidades médicas para aqueles que necessitam de atenção médica, mas que não podem fazê-lo publicamente. Assim, acaba lidando com criminosos. Ao participar de um equipe de médicos corruptos, Kim se apaixona por Han Yeo-jin, a herdeira do Grupo Hanshin, e a resgata de um coma induzido.

## Elenco

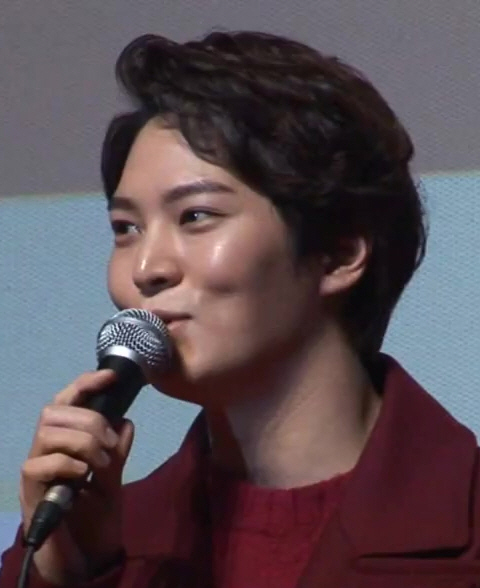
Joo Won, que interpreta o cirurgião Kim Tae-hyun.

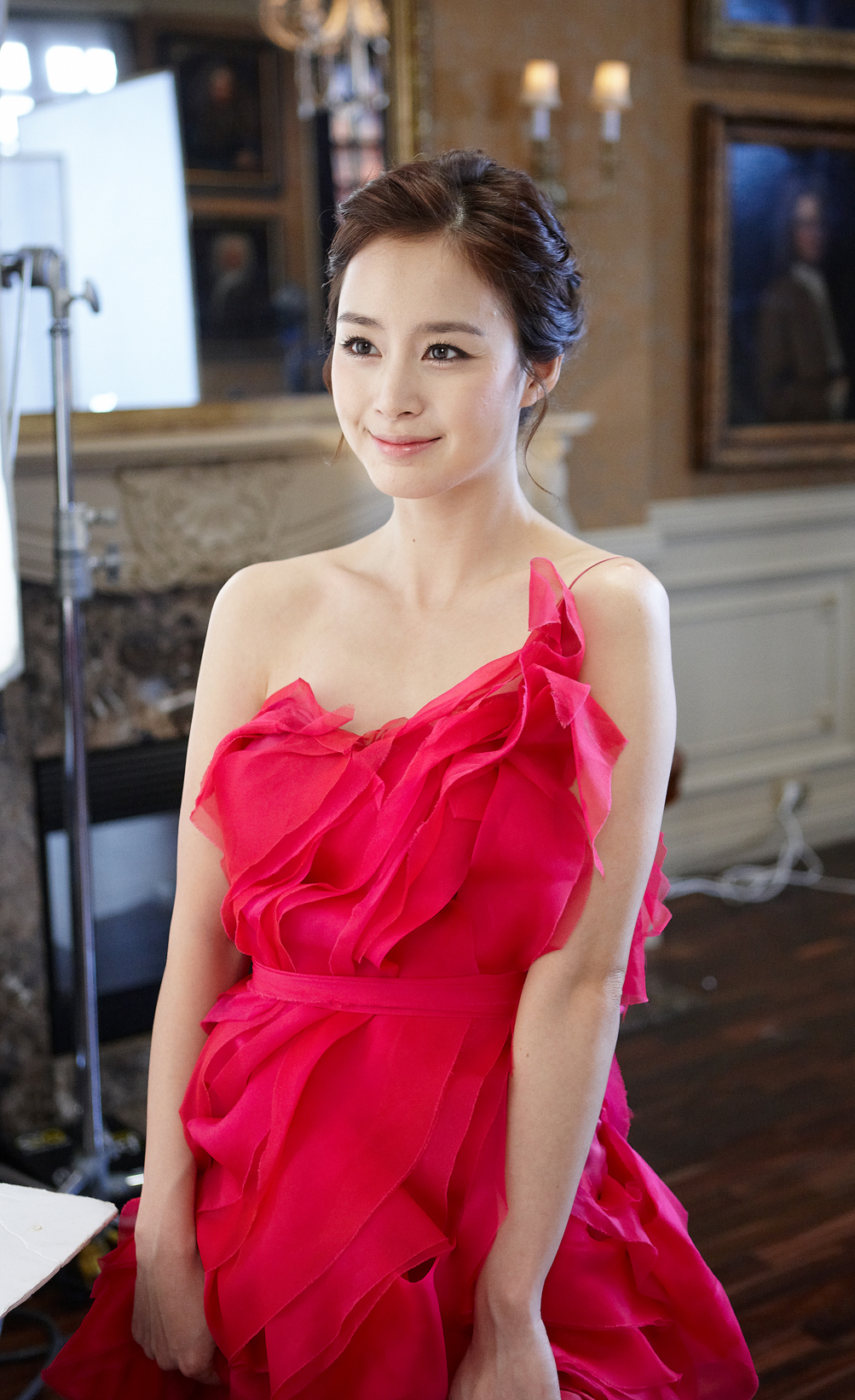
Kim Tae-hee, que interpreta a herdeira Young Ae.

### Principal
- Joo Won como Kim Tae-hyun.[3]

Um excelente cirurgião, que sob o pseudônimo Yong-pal atende como um médico mercenário para gânsters.
- Kim Tae-hee como Han Yeo-jin (Young Ae).

A herdeira do Grupo Hanshin colocada em coma por seus inimigos.
- Jo Hyun-jae como Han Do-joon.

Meio-irmão de Han Yeo-jin, que cobiça a herança de sua irmã.
- Chae Jung-um como Lee Chae-young.

Esposa de Han Do-joon.

### Secundário
- Jung Woong In como Chefe Lee.
- Bae Hae Sun como Enfermeira Hwang.
- Stephanie Lee como Cynthia.[4]
- Song Kyung Chul como Do-chul.
- An Se Ha como Man Sik.
- Park Hye Soo como Kim Soo-hyun.
- Choi Joon Yong como Pai de Tae-hyun.
- Nam Myung Ryul como Pai de Chae-young.
- Jang Kwang como Presidente Go.
- Choi Byung Mo como Chefe da secretaria.
- Yoo Seung Mok como Lee Hyung Sa.
- Jo Hwi como Kim Hyung Sa.
- Jo Bok Rae como Park Tae-yong.
- Cha Soon Bae como Shin Kwa-jang.
- Park Pal Young como Byung Won-jang.
- Moon Ji In como Enfermeira Song.
- Yoo Joon Hong como Residente
- Im Hwa Young como Residente.
- Kim Dong Suk como Kim Do-young.
- Kim Kwang In como Lee Seung-hoon.
- Choi Min como Choi Sung-hoon.
- Jung Kyung Ho como Doo-chul.
- Im Kang Sung como Cha Se-yoon.
- Isaias Park como Alli.
- Jun Guk Hwan como Presidente Han.
- Kim Na Woon como Mãe de Tae-hyun.

## Awards and nominations
| Ano  | Prêmio                 | Categoria                                     | Indicado      | Resultado |
| ---- | ---------------------- | --------------------------------------------- | ------------- | --------- |
| 2015 | 8th Korea Drama Awards | Grande Prêmio (Daesang)                       | Joo Won       | Pendente  |
| 2015 | 8th Korea Drama Awards | Melhor Drama                                  | Yong-pal      | Pendente  |
| 2015 | 8th Korea Drama Awards | Prêmio Top de Excelência, Atriz em Minissérie | Kim Tae-hee   | Pendente  |
| 2015 | 8th Korea Drama Awards | Melhor Diretor de Produção                    | Jang Hyuk-rin | Pendente  |

## Transmissão internacional
- Taiwan - GTV
- Hong Kong - TVB Korean Drama
- Filipinas - GMA Network